# 鮑振飛
鮑振飛，清朝政治人物。安徽青陽縣人。
鮑振飛為監生出身。乾隆四十六年（1751年）九月，署任湖南永順府龍山縣知縣。